# Fabio Testa
Fabio Testa (Rovigo, 20 maggio 1988) è un ex hockeista su ghiaccio italiano, di ruolo difensore.
È alto 181 cm per 75 kg di peso. Esordisce nel 2004 nell'Associazione Sportiva Asiago Hockey, squadra con la quale gioca fino al 2008 prima di ritirarsi dall'hockey su ghiaccio per giocare ad hockey in line, coi Diavoli Vicenza.